# Jean-Pierre Daruwezi Mokombe
 (juillet 2021).
Jean‑Pierre Daruwezi Mokombe est un homme politique congolais. Il a été ministre de l’Économie nationale et vice‑ministre à la Sécurité. Depuis avril 2024, il est sénateur élu de la province de la Tshopo, en République démocratique du Congo.

## Carrière politique

### Ministère de l'Économie nationale
Jean‑Pierre Daruwezi Mokombe a été nommé ministre de l’Économie nationale dans le gouvernement d’Adolphe Muzito, lors du remaniement de septembre 2011.

### Vice‑ministre à la Sécurité nationale
Il a également exercé les fonctions de vice‑ministre à la Sécurité dans les gouvernements Gizenga I et II.

### Sénateur de la Tshopo
En avril 2024, il est élu sénateur lors des élections sénatoriales de la province de la Tshopo. Il obtient quatre voix, arrivant troisième derrière Jean Bamanisa Saïdi et Renabelle Tokole,.

### Membre du présidium de l’Union sacrée de la Nation
En mars 2025, Daruwezi est désigné comme représentant de la Grande Orientale (Tshopo, Ituri, Haut-Uele, Bas-Uele) au sein du présidium de la plateforme présidentielle Union sacrée de la Nation, initiée par le président Félix Tshisekedi.

## Engagement local
En juin 2024, il se rend à Kisangani et Bafwasende pour rencontrer le chef spirituel Simon Kimbangu Kiangani. Il sollicite son appui spirituel pour soutenir ses efforts de pacification dans la Tshopo, où l’insécurité est croissante.

## Affiliation politique
Il est membre du Parti du peuple pour la reconstruction et la démocratie (PPRD), ancien parti présidentiel.